# Geschützter Landschaftsbestandteil Leitmecke

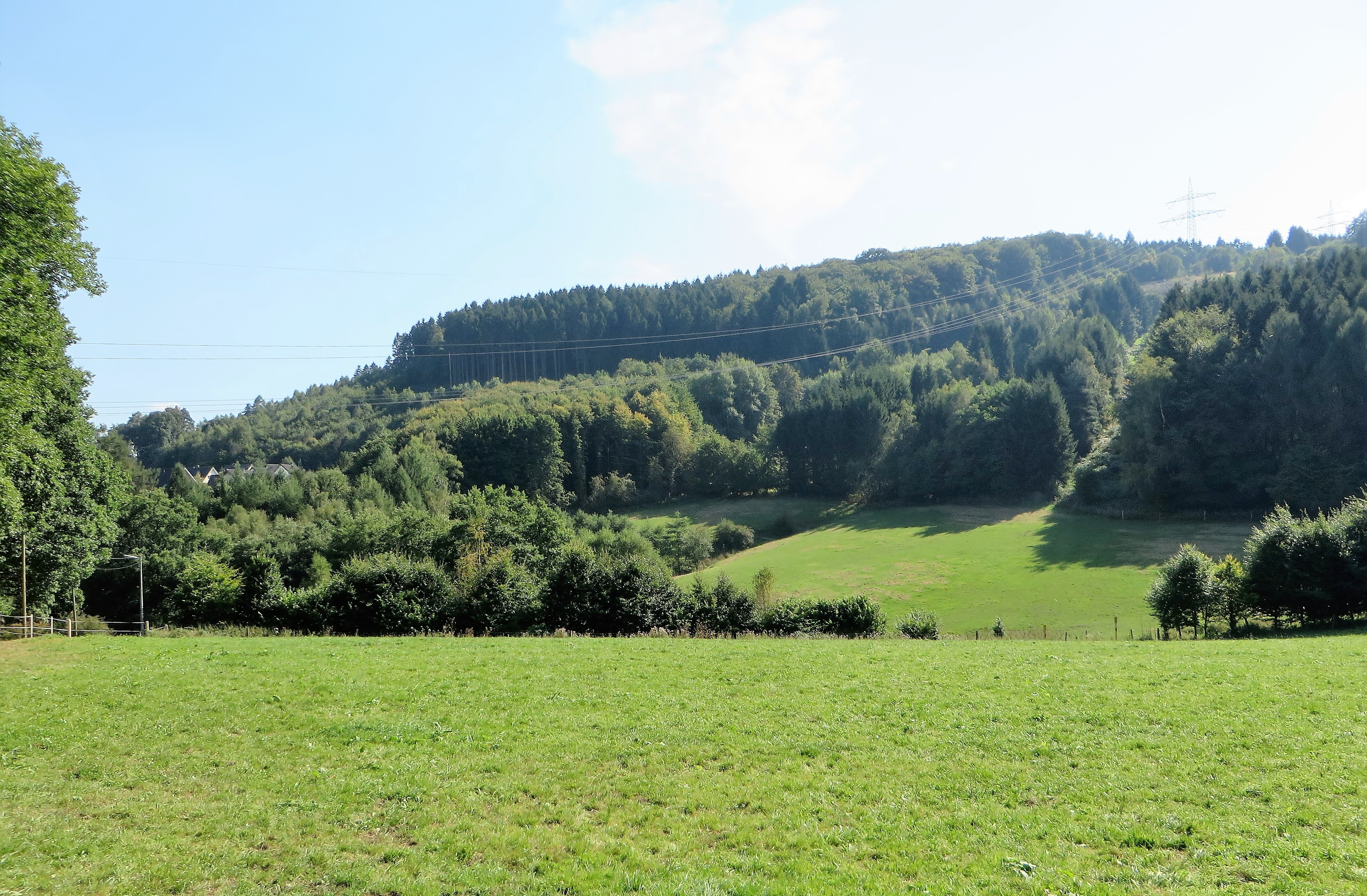
Geschützter Landschaftsbestandteil Leitmecke

Der Geschützte Landschaftsbestandteil Leitmecke mit einer Flächengröße von 2,35 ha liegt auf dem Gebiet der kreisfreien Stadt Hagen in Nordrhein-Westfalen. Der LB wurde 1994 mit dem Landschaftsplan der Stadt Hagen vom Stadtrat von Hagen ausgewiesen.

## Beschreibung
Beschreibung im Landschaftsplan: „Der Landschaftsbestandteil befindet sich nordwestlich von Dahl, südlich des Ribberthofes. Es handelt sich um feuchtes Grünland mit mehreren Bachsiepen, einem Teich und altem Baumbestand.“

## Schutzzweck
Laut Landschaftsplan erfolgte die Ausweisung „zur Sicherung der Leistungsfähigkeit des Naturhaushalts durch Erhalt eines Lebensraumes für die Lebensgemeinschaften der Bachläufe, Sumpfzonen, Kleingewässer und nährstoffarmer Feuchtwiesen und -weiden sowie durch Erhalt wertvoller Altholzbestände, zur Gliederung und Belebung des Landschaftsbildes durch Erhalt der landschaftlichen Vielfalt und zur Abwehr schädlicher Einwirkungen auf die Leitmekke durch Minderung der Beeinträchtigungen durch Viehtritt und Nährstoffeintrag.“